# Amphorogyne staufferi
Amphorogyne staufferi är en tvåhjärtbladig växtart som beskrevs av Markgraf apud Stauffer. Amphorogyne staufferi ingår i släktet Amphorogyne och familjen Amphorogynaceae. Inga underarter finns listade i Catalogue of Life.